# USS LST-935
O USS LST-935 foi um navio de guerra norte-americano da classe LST que operou durante a Segunda Guerra Mundial.